# Torre del Cònsol
La Torre del Cònsol és una obra eclèctica de Puigcerdà (Baixa Cerdanya) inclosa a l'Inventari del Patrimoni Arquitectònic de Catalunya.

## Descripció
Habitatge unifamiliar de planta baixa i tres pisos, formant dos cossos rectangulars que es creuen en el centre. Presenta una torratxa circular amb coberta de xapa de zenc, de molt pendent, coronada per un parallamps. Arestes i forja emfasitzats per una franja arrebossada que deixa refosa l'obra vista.